# رزه بند
رزه بند یک روستا در ایران است که در دهستان دستجرده واقع شده‌است. رزه بند ۸۶۸ نفر جمعیت دارد.